# Johann Matthias Florin
Johann Matthias Florin (* 6. Juli 1680 in Siegen; † 14. September 1751 in Herborn) war ein deutscher Hochschullehrer.

## Leben
Johann Matthias Florin war der Sohn aus erster Ehe von Johann Heinrich Florin (* 1650 in Niederneisen bei Diez, † 17. Januar 1700 in Herborn), Professor an der Hohen Schule Herborn.
Er erhielt bereits in frühester Jugend Unterricht in klassischer Philologie bei seinem Vater und besuchte daraufhin die Hohe Schule Herborn. Er bildete sich vorwiegend in Sprachen weiter und hörte hierzu Vorlesungen bei Johann Heinrich Schramm und Karl Andreas Duker.
1699 begleitete er seinen Vater nach Basel, dem dort die Doktorwürde verliehen wurde.
Seine erste Anstellung erfolgte in Siegen, als er Konrektor wurde, bis ihm 1707 das Amt eines Pädagogearchen am akademischen Pädagogium der Hohen Schule Herborn übertragen wurde; er lehrte in diesem Amt Rhetorik,  Geschichte und die griechische Sprache bis zu seinem Tod zweiundvierzig Jahre lang und war in dieser Zeit 1738, 1743 und 1745 akademischer Prorektor.. 
1709 erhielt er, als Nachfolger von Johann Heinrich Schramm, die Stelle als Konsistorialrat und erster Prediger in Dillenburg.
Johann Matthias Florin war seit dem 17. Februar 1717 mit Ester (* 1693; † 24. November 1726), Tochter des Ratsherrn Daniel van den Velde, verheiratet. 1729 heiratete er in zweiter Ehe Catharine Pelzer (* 31. März 1753), Witwe des Pfarrers Müller aus Diebach bei Offenbach; gemeinsam hatten sie vier Söhne, von denen jedoch bereits zwei in früher Jugend verstarben:
- Carl Friedrich Florin, studierte 1732 in Herborn und verstarb als Advokat;
- Ludwig Wilhelm Florin (* 7. November 1726), Rektor in Laasphe.

## Schriften (Auswahl)
- Exercitationum historico-philologicarum fasciculus, de origine et propagatione linguae Graecae et vitis quatuor evangelistarum. Frankfurt am Main 1707.
- Opuscula varia, et quidem maximam partem historici, politici et publici iuris argumenti. Herborn 1735.
- Progr. acad. in obitum Christiani, princ. Nassoviae ultimi lineae Dillenburgensis. Herborn 1740.
- Progr. ad aud. orat. Dietr. Siegf. Claessen, designati prorectoris. Herborn 1740.
- Progr. ad aud. orat. Phil. Maxim. Diel they, design. prorect. Herborn 1744.
- Progr. adaud. orat. Joh. Henrici Schrammii, electi prorect. Herborn 1746.
- Oratiopanegyrica in feliciss. natales Guilielmi V, princ. Arausionis et Nassaviae herdit. habita. Frankfurt am Main 1748.